# Nhơn Hội
Nhơn Hội is een xã in het district An Phú, een van de districten in de Vietnamese provincie An Giang in de Mekong-delta. Nhơn Hội ligt tegen de grens met Cambodja en is dus een grensdorp.